# Collegio Giasone del Maino
Il Collegio Giasone del Maino è un collegio universitario di Pavia.
Il Collegio è intitolato a Giasone del Maino (1435 – 1519), illustre giurista pavese, che nel suo testamento aveva disposto che fosse istituito in Pavia un collegio per studenti di diritto civile e canonico.

## Ubicazione
È ubicato in pieno centro storico, nella zona caratterizzata dalla compresenza di altri 4 collegi universitari (Collegio Castiglioni-Brugnatelli, Collegio Cairoli, Collegio Ghislieri e Collegio Universitario Santa Caterina da Siena).

## Storia
Già ospedale degli incurabili (dalla fondazione nel 1556 e fino al 1796), trasformato nel XX Secolo in Cappellificio Vanzina e recentemente, dopo lavori di ampliamento e di restauro, destinato a collegio universitario.
Viene inaugurato come collegio universitario nel mese di ottobre 2000, a circa cinquecento anni dalla disposizione testamentaria di Giasone.

## Complesso Architettonico
Tracce del nucleo cinquecentesco si ritrovano nel porticato coperto a crociera con archi a pieno centro insistenti su colonne in granito con capitelli dorici. Resti di decorazione pittorica originari sono presenti lungo l'androne di ingresso e lungo la parete settentrionale del porticato (ora trasferiti all'interno). L'ala che ospita le camere e i servizi comuni è di recente costruzione.
Un ampio giardino correda la struttura lungo l'asse che affaccia su Viale Gorizia, in un'area di recupero dell'ortaglia interna, attigua all'Orto botanico di Pavia.

## Ammissione
Il Collegio attualmente fa parte della rete residenziale dell'EDiSU. L'accesso ai posti di alunno è regolato tramite concorso pubblico il cui bando viene redatto annualmente dall'ente stesso. Per mantenere il posto presso il Collegio è necessario, ogni anno, ottenere il numero di crediti formativi richiesti per ogni corso di laurea, stabiliti dal bando stesso, mentre non è prevista una media minima dei voti delle singole prove di esame.

## Stemma e Motto

Stemma del Collegio Giasone del Maino

Lo stemma e il motto del Collegio riprendono quelli della famiglia Del Maino di Pavia.
Il motto è Virtuti Fortuna Comes (La fortuna compagna della virtù).